# Англо-франко-испанская интервенция в Мексику
Англо-франко-испанская интервенция в Мексике, известна также как Мексиканская экспедиция и Вторая французская интервенция (исп. Segunda Intervención Francesa en México) — вооружённая интервенция Великобритании, Франции и Испании в Мексику, вызванная временным прекращением платежей по мексиканским иностранным долгам. Продолжалась с 1861 по 1867 год и завершилась победой мексиканского правительства Бенито Хуареса.

## Повод и подготовка к войне

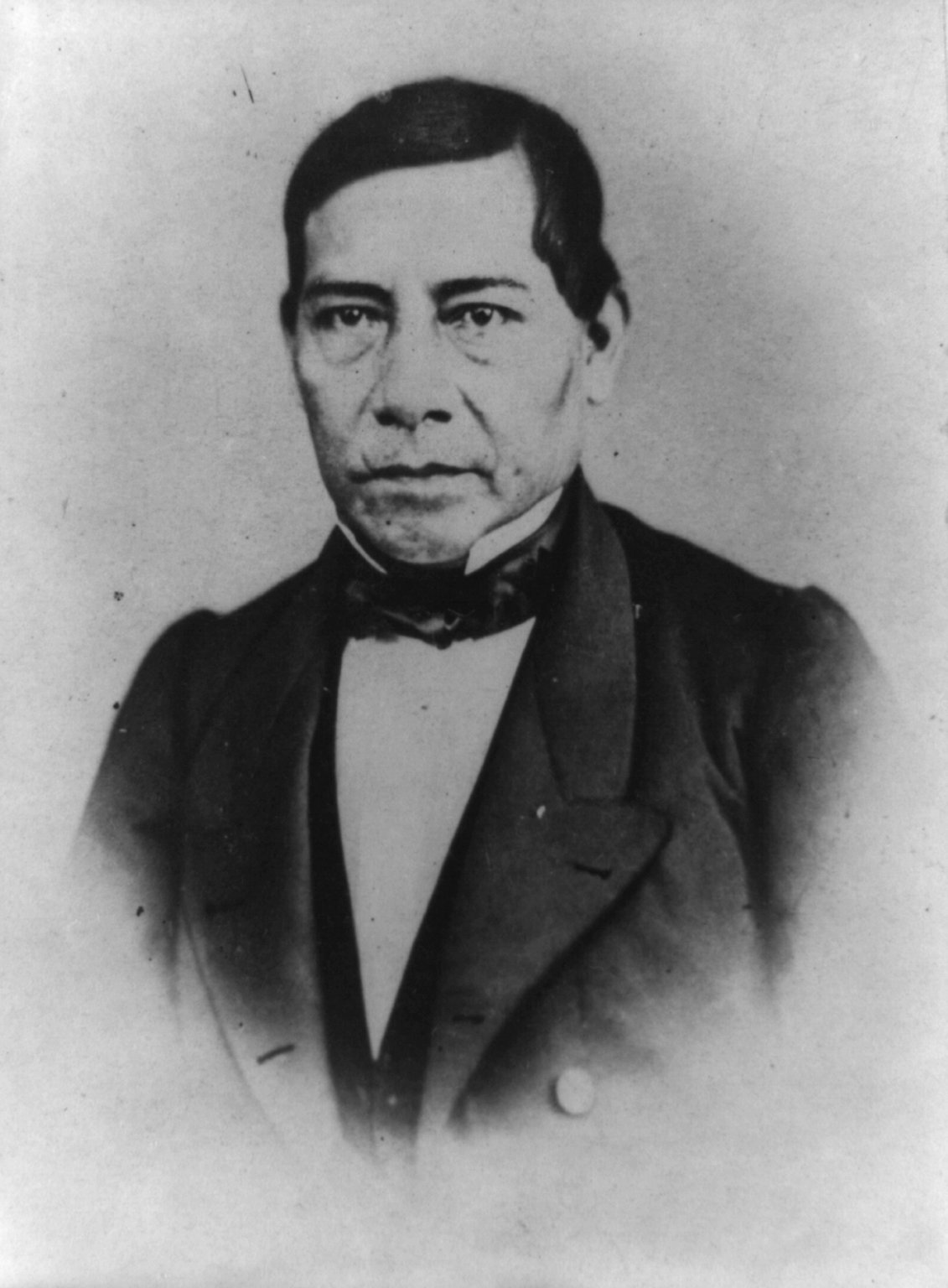
Президент Мексики Бенито Хуарес

Мексика пережила гражданскую войну 1858—1861 гг., которая закончилась победой либералов. Однако консерваторы вынашивали планы иностранной интервенции, которая для них была единственным способом вернуть власть. Их руководители ещё в 1840—1850-х гг. выдвигали предложения по восстановлению в стране монархии (с 1822 года по 1823 год Мексика имела эту форму правления). С подобными предложениями они обращались к правительствам Англии, Франции, Испании, Австрии. Дипломат и мексиканский аристократ по происхождению Хосе Идальго-и-Эснаурисара, пользуясь своим давним знакомством с императрицей Евгенией, привлёк её внимание к этому проекту, она же в свою очередь заинтересовала мужа. Среди записей и проектов, разрабатывавшихся Наполеоном III во время тюремного заключения в крепости Гам, имеется план создания Латинского государства в Центральной Америке для противовеса амбициям и экспансии Соединённых Штатов. Усилия предполагалось направить на Никарагуа, географические условия позволяли бы прорыть стратегически важный канал, но атлантическое побережье страны, Москитовый берег, фактически контролировалось англичанами.
В 1861 году произошёл ряд событий, способствовавших осуществлению монархических проектов. США со времён войны 1846—1848 гг. стремились к установлению протектората над Мексикой, но в апреле началась Гражданская война в США. Теперь США из-за острого внутреннего конфликта не могли помешать интервенции европейских держав.
С другой стороны, 17 июля мексиканский конгресс вынес постановление о двухлетнем моратории на платежи по иностранным долговым обязательствам. В годы гражданской войны Великобритания, Франция и Испания предоставили Мексике несколько займов, причём мексиканский долг Великобритании в шесть раз превышал долг двум последним державам вместе взятым.
Ещё один повод для интервенции против Мексики под предлогом защиты иностранной собственности на территории возник после того, как нуждавшееся в деньгах мексиканское правительство задержало поезд и конфисковало серебро, добытое и принадлежащее английской компании.
В сентябре 1861 года Франция и Англия провели переговоры о совместных действиях. После этого император Франции Наполеон III перешёл к рассмотрению возможных кандидатур на мексиканский престол: предполагалось выбрать кого-нибудь из принцев Саксен-Кобург-Гота-Кохари или Гогенцолленов-Зигмарингенов, рассматривался также герцог Генрих Омальский. В конце концов, под влиянием советов близкой к монаршей чете Паулины Меттерних, выбор был остановлен на брате австрийского императора Франца-Иосифа, эрцгерцоге Максимилиане. По мнению секретаря мексиканской миссии в Париже, Идальго-и-Эснаурисара, подобное решение объясняется тем, что требовалась кандидатура принца не из трёх держав-интервентов. Также кандидат на мексиканский престол должен был обладать достаточным образованием, опытом управления, католическим вероисповеданием и либерально-консервативными взглядами. Наполеон III писал на эту тему, что одной из причин выдвижения Максимилиана была его связь через жену с королём Бельгии — связующим звеном между Францией и Англией.
Также активное участие в подготовке интервенции приняла Англия. Английский посланник в Мехико в ответ на декрет 17 июля заявил о разрыве дипломатических отношений его правительства с Мексикой. То же самое сделал и французский посланник. Мексикано-испанские отношения были прерваны ещё в январе 1861 года. С 15 по 30 октября между Францией и Англией проходило обсуждение проекта соглашения о совместных действиях в Мексике. В итоге Франция уступила по всем существенным вопросам и 31 октября в Лондоне соглашение было подписано. Подготовка интервенции также сопровождалась информационной кампанией в газете «Таймс», сообщавшей об «ужасных беспорядках» в Мексике, от которых страдают иностранцы.

## Цели интервентов
Номинальными целями экспедиции были спасение Мексики от анархии и экономические интересы, связанные с отказом платить по обязательствам. 23 ноября 1861 года мексиканский конгресс аннулировал декрет 17 июля, но, несмотря на это, союзники начали интервенцию.
Каждая из держав-интервентов руководствовалась своими целями. Так, Англия и Франция, желавшие подчинить своему влиянию Латинскую Америку, стремились воспользоваться ослаблением позиций США. Английское правительство поддерживало южан и старалось спровоцировать конфликт с Севером. В Канаду было отправлено подкрепление, а также был усилен английский флот в американских водах. Вторжение в Мексику как раз могло привести к войне с США, в которой Англия имела бы таким образом преимущество. Наполеон III также предполагал укрепить свой пошатнувшийся авторитет с помощью лёгкой победоносной войны. Главной же причиной участия Испании было желание восстановить господство в Мексике.
Наличие этих целей не снимало вопрос о финансовых претензиях. Банкиры трёх держав намеревались получить от Мексики немалые суммы. Во время гражданской войны правительство Мигеля Мирамона получило у швейцарского банкира Жеккера около 1 млн долл. Но по условиям займа оказалось должно 52 млн. Правительство Бенито Хуареса отказалось признавать этот долг, ссылаясь на то, что Мирамон не имел конституционных полномочий для заключения такого займа. Вскоре облигации займов оказались у герцога Морни, который принял Жеккера во французское подданство, чтобы Франция могла иметь предлог «законно» защищать интересы французского гражданина. Испания также имела крупные финансовые претензии к Мексике, с которой правительство консерваторов заключило ряд соглашений о возмещении ущерба испанских подданных. Последнее из них было также аннулировано правительством Хуареса.

## Высадка союзников

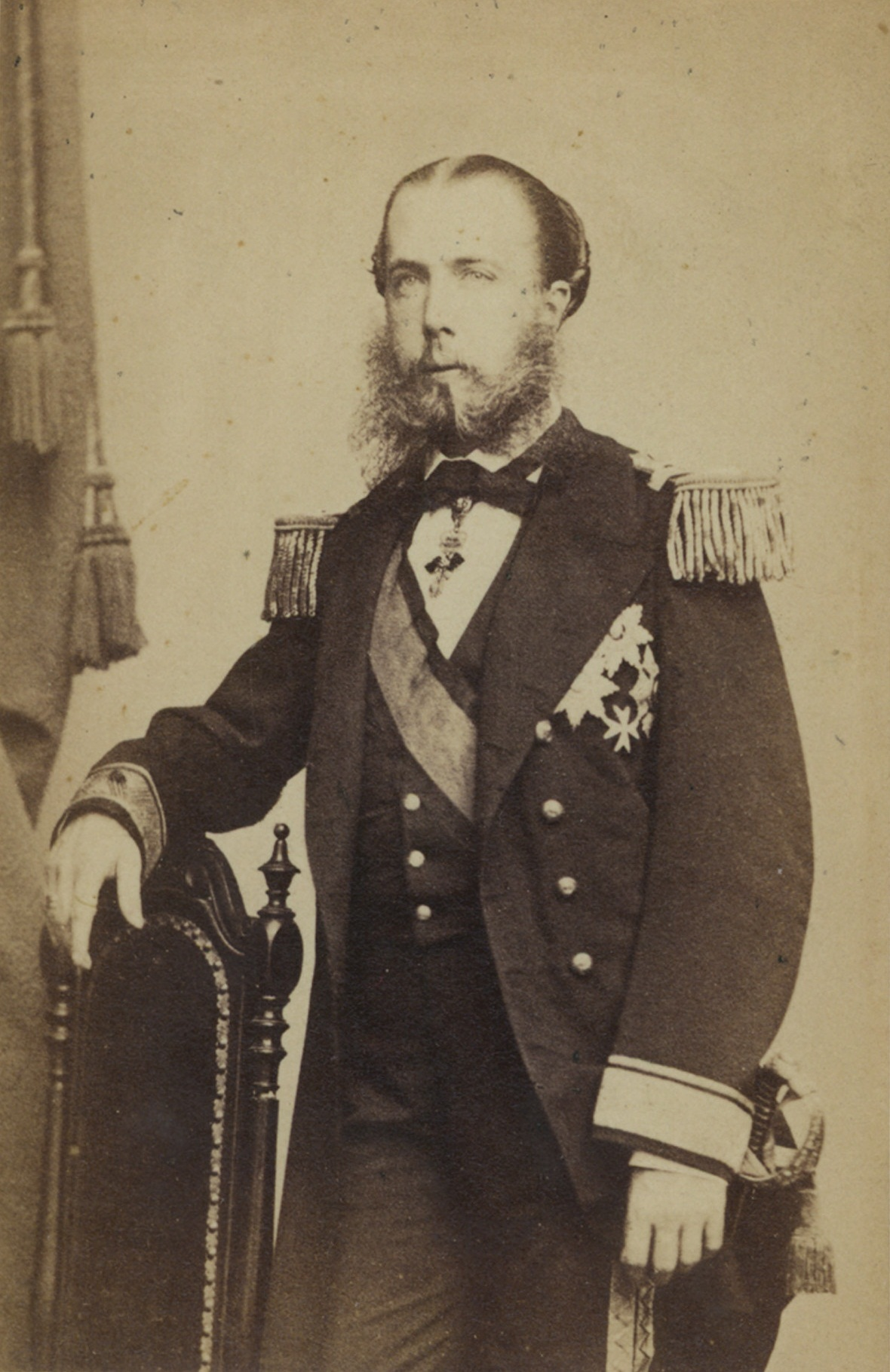
Максимилиан I, 1863 год

Первыми в Мексике высадились испанские войска, переброшенные из Кубы. 8 декабря 1861 года они прибыли в порт Веракрус и к середине месяца заняли его. Военно-морские силы Мексики были не в состоянии оказать сопротивление союзникам. Город был сдан без боя, но до эвакуации командующим мексиканскими войсками был издан приказ, запрещавший снабжать испанцев продовольствием. В результате интервентам пришлось доставлять продовольствие с Кубы. 6 и 8 января 1862 года в Веракрусе осуществили высадку англо-французские силы. Испанские войска насчитывали 6200 кавалеристов и пехотинцев, французы имели 2600 зуавов и морской пехоты, а англичане — 800 человек.
Французами командовал вице-адмирал Жюрьен де ла Гравьер, англичанами — коммодор Данлоп, главнокомандующим объединёнными силами как старший по званию был назначен испанский маршал Хуан Прим. 14 января уполномоченные союзников направили правительству Мексики коллективную ноту с приложением трёх ультиматумов от каждой из сторон. Французы требовали для себя установления в Мексике консульской юрисдикции. В числе требований была передача Франции и Испании портов по их выбору.

## Эвакуация англо-испанских сил
Мексиканское правительство отвергло условия ультиматумов. Из-за эпидемии жёлтой лихорадки войска интервентов не могли оставаться в Веракрусе, а ввиду отсутствия боеприпасов и недостатка транспорта не имели возможности предпринять поход в глубь страны. Поэтому союзникам пришлось прибегнуть к переговорам с либералами. 19 февраля 1862 года в деревне Ла-Соледад они заключили предварительное соглашение об открытии переговоров в городе Орисаба. Заключение этого соглашения де-факто закрепило признание союзниками правительства Хуареса, а также позволило либералам оттянуть время и подготовиться к военным действиям. Однако позднее французское правительство отказалось от признания Ла-Соледадского соглашения.
9 апреля в Орисабе состоялась конференция трёх государств-интервентов о дальнейших действиях. Но попытка договориться не увенчалась успехом, и английский и испанский уполномоченные, обвинив Францию в нарушении Лондонской конвенции и Ла-Соледадского договора, вывели из Мексики войска своих стран. К этому моменту Англия уже не нуждалась в совместных действиях против Мексики и отказалась от своих планов по вмешательству во внутренние дела США. А Испания убедилась в невозможности установления в стране своего протектората ввиду сильного сопротивления мексиканцев и намерений Франции.

## Начало военных действий
19 апреля начались боевые действия между французской и мексиканской армиями. Ещё во второй половине марта в Веракрус прибыло крупное французское подкрепление под началом Шарля де Лорансе, и численность войск таким образом составила более 7 тыс. человек. Но к апрелю из-за жёлтой лихорадки экспедиционный корпус уменьшился до 6,5 тыс. человек. Мексиканская армия, по официальным оценкам, насчитывала к началу военных действий 26 345 человек, реально же мексиканцы располагали не более 12 тысячами обученных регулярных войск, которые уступали французскими войскам по уровню дисциплины, организации и вооружения.
Французы предприняли поход на Пуэблу — второй по величине город Мексики, расположенный на пути в столицу из Веракруса. 5 мая они атаковали форты Гуаделупе и Лорето, прикрывавшие подступы к городу, но потерпели поражение и были вынуждены отступить к исходной позиции в Орисабе. По официальным данным, из 2500 человек, непосредственно задействованных в штурме, французы потеряли убитыми, ранеными и пленными 482 человека, тогда как мексиканцы — около 230
После поражения французы довели численность своей армии до 30 тысяч человек, не считая десятитысячного состава военно-морского флота, действовавшего в мексиканских водах. В июле 1862 года главнокомандующим был назначен генерал Эли Форе, который прибыл в Веракрус 22 сентября.
Французы заняли Кордову, Пероте и ряд других важных прибрежных городов. В 1863 году началось второе наступление на Пуэблу. Численность мексиканских войск, находившихся в городе, равнялась 15—20 тыс. человек. Руководил обороной генерал Гонсалес Ортега. Осаждающая армия насчитывала 30 тыс. человек, включая мексиканских союзников. Осада началась 16 марта. Так как Пуэбла была застроена зданиями с массивными стенами, французам пришлось брать дом за домом. Полевая артиллерия оказалась недостаточно эффективной и интервентам пришлось использовать тяжёлые морские орудия. Город капитулировал 17 мая, все боеприпасы были уничтожены, пушки испорчены, а пороховые склады подорваны. По официальным данным, во время боёв французы потеряли 1300 человек, хотя по сообщениям американской прессы, потери достигали 4 тыс. человек. Падение Пуэблы открывало путь к Мехико.
Во время осады Пуэблы произошло одно из наиболее известных сражений, в котором участвовали части Французского Иностранного легиона. 30 апреля 1863 года 3-я рота 1-го батальона Легиона численностью 65 человек приняла бой против превосходивших по численности в 30 раз мексиканских войск, держа оборону в асьенде недалеко от города Камарон-де-Техеда. Легионеры проводили разведку маршрута в направлении Пало-Верде, чтобы обеспечить безопасную доставку в помощь осаждающим Пуэблу войскам обоза с артиллерией, боеприпасами и золотом. После 10-часового боя из 65 легионеров в строю осталось только трое, которые согласились сдаться мексиканцам с сохранением оружия. Легион потерял 52 человека убитыми и умершими от ран, а также 12 пленными.
Правительство Хуареса решило эвакуироваться из столицы в Сан-Луис-Потоси. В начале июня 1863 года в Мехико вступил французский авангард. Все основные порты Мексики были в руках интервентов, что лишало либералов доходов от таможен.

## Провозглашение империи

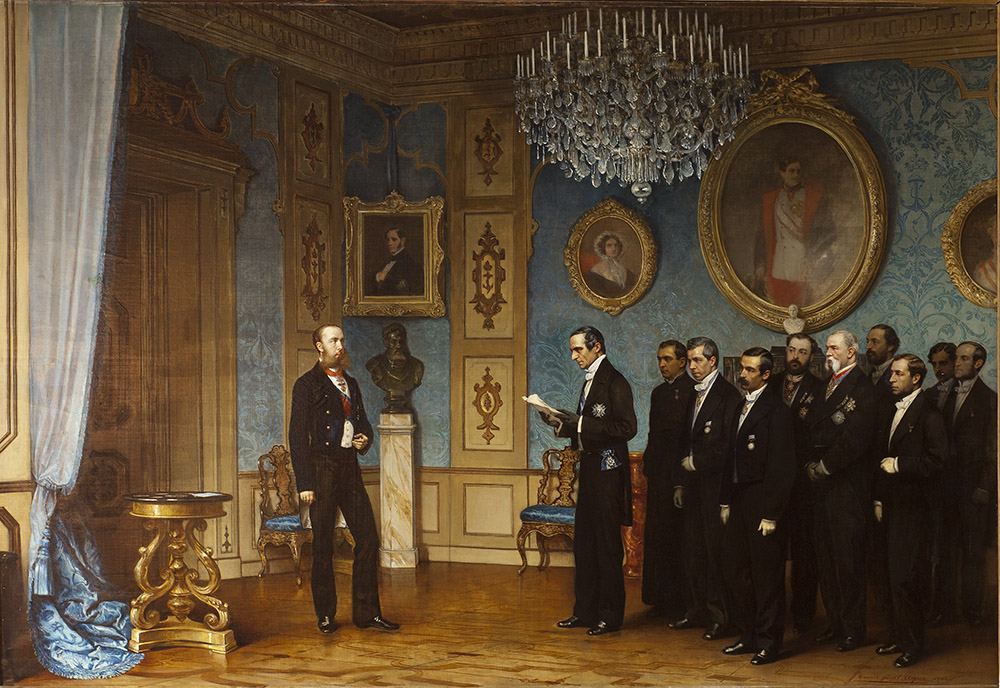
Делегаты предлагают Максимилиану титул императора Мексики. Картина Цезаря дель Аква

18 июня была созвана Верховная правительственная хунта из 35 человек, назначенных Форе. Хунта избрала регентский совет и созвала ассамблею из 215 нотаблей, которые должны были избрать императора. 10 июля 1863 года нотабли провозгласили Мексику умеренной наследственной монархией и предложили императорскую корону Максимилиану. Но тот отказался принимать корону до тех пор, пока большинство населения не поддержит империю.
С этой целью началась новая кампания интервентов. Главнокомандующим был назначен генерал Франсуа Базен. В его распоряжении было 34 тыс. солдат и 7 тыс. мексиканцев, находившихся под командованием генералов Мигеля Мирамона, Леонардо Маркеса и Тома́са Мехии. Республиканцы располагали 20 тыс. бойцов.
Французский контроль над страной по-прежнему был сосредоточен в Веракрусе и Мехико, но постепенно расширялся. В июле франко-мексиканские силы захватили Пачуку и Тулансинго. Затем был захвачен Сан-Хуан-де-лос-Льянос в Пуэбле. 11 августа французскими кораблями был захвачен порт Тампико. В августе генерал Томас Мехия захватил город Актопан. Были разогнаны республиканские партизаны в Куаюке и штате Пуэбла. К октябрю передовые силы французов и мексиканских имперцев рассредоточились по центральным районам Мексики от Халиско до Оахаки. 30 ноября франко-мексиканские силы под командованием Бертье и Леонардо Маркеса вошли в Морелию, не встретив сопротивления. 17 ноября Томас Мехия захватил Керетаро. 9 декабря был взят Гуанахуато. 22 декабря правительство Хуареса эвакуировало город Сан-Луис-Потоси, который 25 декабря был захвачен имперскими войсками генерала Мехии. 27 декабря республиканцы попытались отбить город, но потерпели поражение. Однако на оккупированных территориях интервентам и их союзникам-монархистам подчинялись только города, а бо́льшая часть страны контролировалась или правительством Хуареса, или партизанами.
Под угрозой военной силы население голосовало за установление империи. В результате такого плебисцита за империю высказалось 6 445 564 из 8 620 982 имевших право голоса. 10 апреля 1864 года Максимилиан принял корону. Он также утвердил договор между Мексикой и Францией, налагавший на первую непосильные финансовые обязательства. Секретное приложение к договору, в частности, содержало пункт о том, что Франция обязуется не отказывать империи в помощи независимо от событий в Европе. В конце мая Максимилиан с супругой Шарлоттой прибыл в Веракрус. 11 июня он въехал в Мехико.

## Борьба мексиканских патриотов

Ход военных действий

Основной силой империи была французская армия, остальные войска состояли из иностранных добровольцев, завербованных в Австрии и Бельгии, и из Мексиканской императорской армии.
Регулярная армия республиканцев состояла преимущественно из индейцев. Доля индейцев среди высшего командного состава была также велика. Народное сопротивление было преимущественно партизанским. Партизаны играли решающую роль в 1863—1866 гг. Регулярная армия в этот период также действовала партизанскими методами. Такими соединениями были «армия центра» и армия генерала Порфирио Диаса. Партизанскими частями командовали в основном кадровые офицеры, но встречались также и командиры из числа штатских людей. Среди руководителей партизан выделялись Рамон Корона, Николас Ромеро, Николас Регулес, Висенте Рива Паласио.
25 января 1862 года правительство Хуареса издало декрет, согласно которому смертной казни подлежали все мексиканцы и иностранцы, совершившие преступления против независимости и безопасности нации и против международного права. А 12 апреля был издан декрет, согласно которому все мексиканцы, оставшиеся на оккупированных территориях без веских причин, должны были быть наказаны как предатели, а все мексиканцы в возрасте от 20 до 60 лет обязывались взяться за оружие.
После падения Пуэблы тактика республиканцев заключалась в уклонении от масштабных сражений, в том, чтобы не оказываться окружёнными в городах, в нападении на растянутые коммуникации и отдельные гарнизоны врага. Занимая новые города, французы одновременно теряли прежде занятые, которые поддерживали республиканцев.
В сентябре 1864 года французы захватили провинции Нуэво-Леон и Коауилу, оккупировав территорию, равную площади всей Франции. В феврале они заняли Оахаку. Только на севере признавалась власть либералов. Открытое сопротивление к весне 1865 года практически прекратилось.

## Роль США
В 1861—1864 гг. США не решались резко выступать против интервенции в Мексику, даже учитывая, что в условиях гражданской войны последняя представляла для них угрозу. Они не признавали империи Максимилиана I и придерживались политики нейтралитета. 20 ноября 1862 года Авраам Линкольн наложил на вывоз из США оружия и военного снаряжения эмбарго. В то же время интервенты могли делать в США закупки необходимой им продукции. Также была запрещена вербовка добровольцев на американской территории.
Южная конфедерация пыталась установить дружественные отношения с правительством Хуареса, поскольку через Мексику шла торговля с Европой. Но, потерпев неудачу на этом направлении, она стала стремиться к сближению с интервентами и императором Максимилианом.

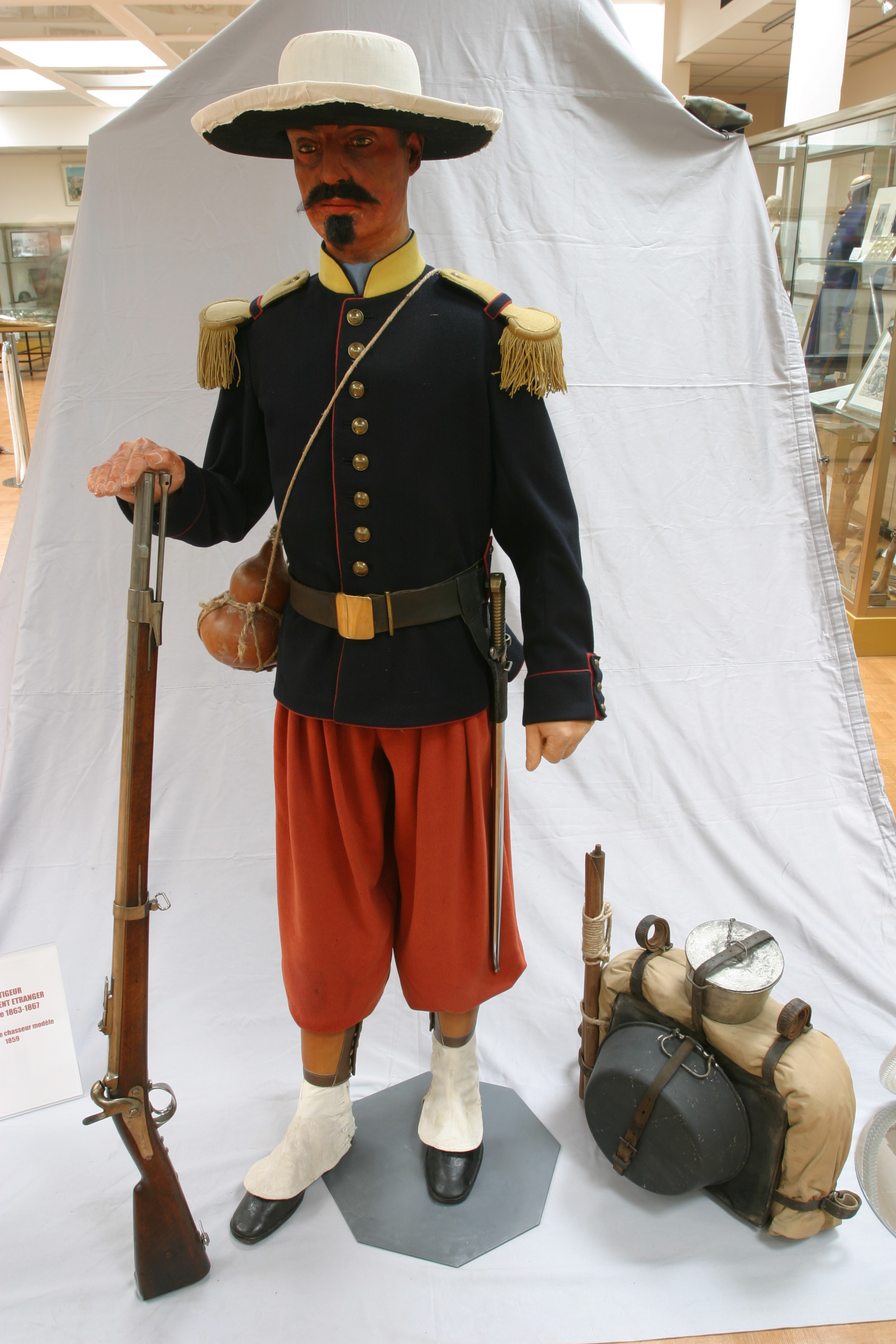
Солдат Французского Иностранного легиона

С окончанием гражданской войны в США политика американских властей по отношению к интервенции в Мексику активизировалась и стала более жесткой. В декабре 1865 года США потребовали вывода из Мексики французских войск. Было снято эмбарго с продажи оружия и разрешена вербовка добровольцев. Более того, правительство США подарило мексиканским республиканцам большое количество оружия, ставшего ненужным вследствие окончания гражданской войны. Открылось финансовое агентство по распространению облигаций 30-миллионного займа, предоставленного правительству Хуареса. Имело место и прямое военное вмешательство США: в 1866 году отряд американских войск захватил пограничный город Багдад, находившийся в руках императорских войск. Гарнизон города был перевезён в Техас.

## Вывод французских войск

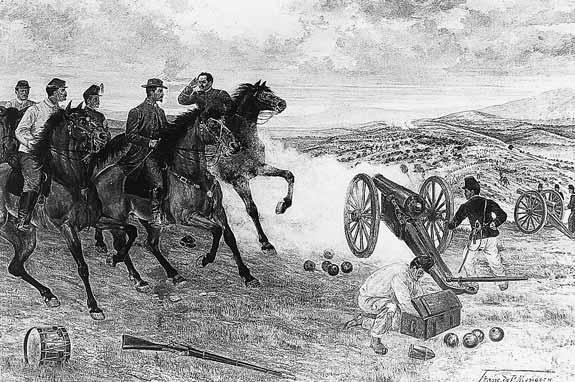
Бой при Ла-Карбонере

В 1866 году провал интервенции стал очевиден. Так, например, бой на перевале Гуаябо французских регулярных войск с мексиканскими партизанами закончился разгромом французов, а в бою при Хучитане сапотеки остановили их наступление. За шесть лет войны французы потеряли в Мексике 6,5 тыс. солдат — 20 % от максимальной численности своего контингента (основная часть потерь понесена не в боях, а от болезней). Расходы на экспедицию превысили 300 млн франков. Большое распространение во французской оккупационной армии получило дезертирство. Чтобы побудить французских солдат к бегству из армии, мексиканское республиканское правительство приказало снабжать французских дезертиров провиантом и отправлять в столицу, где те должны были содержаться за счёт государства, пока не начнут зарабатывать каким-либо ремеслом. В дальнейшем дезертирам было разрешено селиться в некоторых штатах в качестве колонистов. Некоторые перебежчики изъявляли желание сражаться против интервентов.
В самой Франции за прекращение интервенции выступало общественное мнение и оппозиция Наполеону III. Продолжение оккупации Мексики также создавало угрозу военного конфликта с Соединёнными Штатами, которыми Франции, 12 февраля, и Австрии, 6 мая, было официально предложено вывести войска интервентов из Мексики. Наполеон III уступил, и 31 мая было объявлено о выводе из страны французских сил. По мере отступления французов формировались освободительные армии. На северо-востоке — армия Мариано Эскобедо, на северо-западе — Рамона Короны и Рива Паласио, в Мичоакане — Регулеса. Порфирио Диас командовал в горах Оахаки так называемой Восточной армией. За отступающими французами последовали мексиканские войска, в основном быстро побеждавшие оставшиеся более слабые войска Максимилиана.
В марте 1866 года республиканцы заняли Чиуауа. В июле генерал-республиканец Мариано Эскобедо нанес поражение имперцам при Санта-Гертрудис (в штате Тамаулипас) и взял Гвадалахару, столицу штата Халиско. В том же месяце республиканцы отбили Матаморос, Тампико и Акапулько. В результате захвата портового города Тампико в руках патриотов оказались доходы от пошлин, что стало тяжёлым ударом для империи. Французы оставили 26 июля Монтеррей, 5 августа Сальтильо, а в сентябре весь штат Сонора. Республиканские войска генерала Порфирио Диаса в штате Оахака разгромили имперские войска: 3 октября при Мьяуатлане и 18 октября при Ла-Карбонере.
Наполеон III, при дворе которого жена Максимилиана Шарлотта теперь отчаянно пыталась продолжать поддерживать дело своего мужа, настоятельно посоветовал ему в письменной форме покинуть Мексику.

## Окончание войны

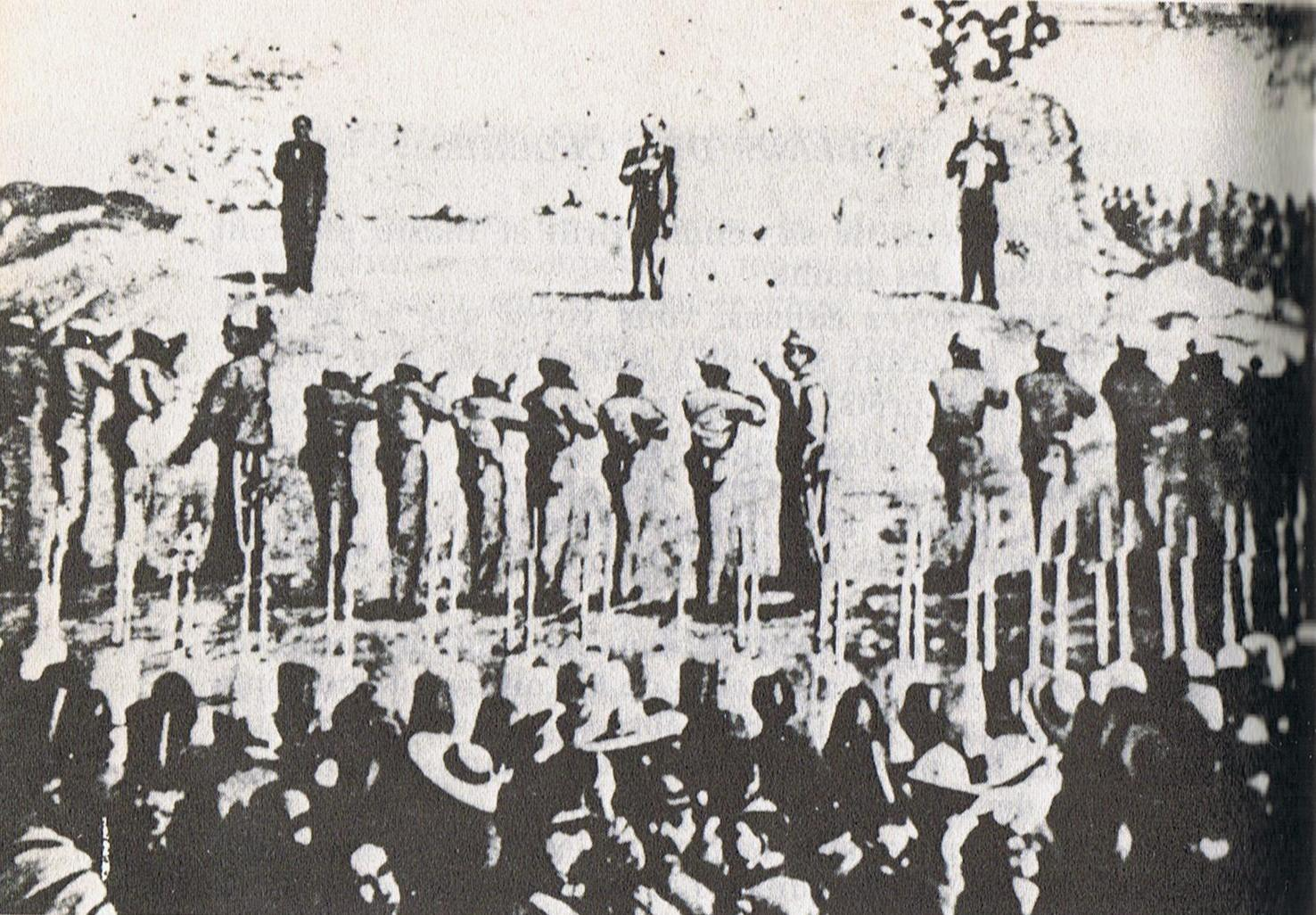
Фотография расстрела Максимилиана I. Слева направо: Томас Мехиа, Мигель Мирамон, Максимилиан I

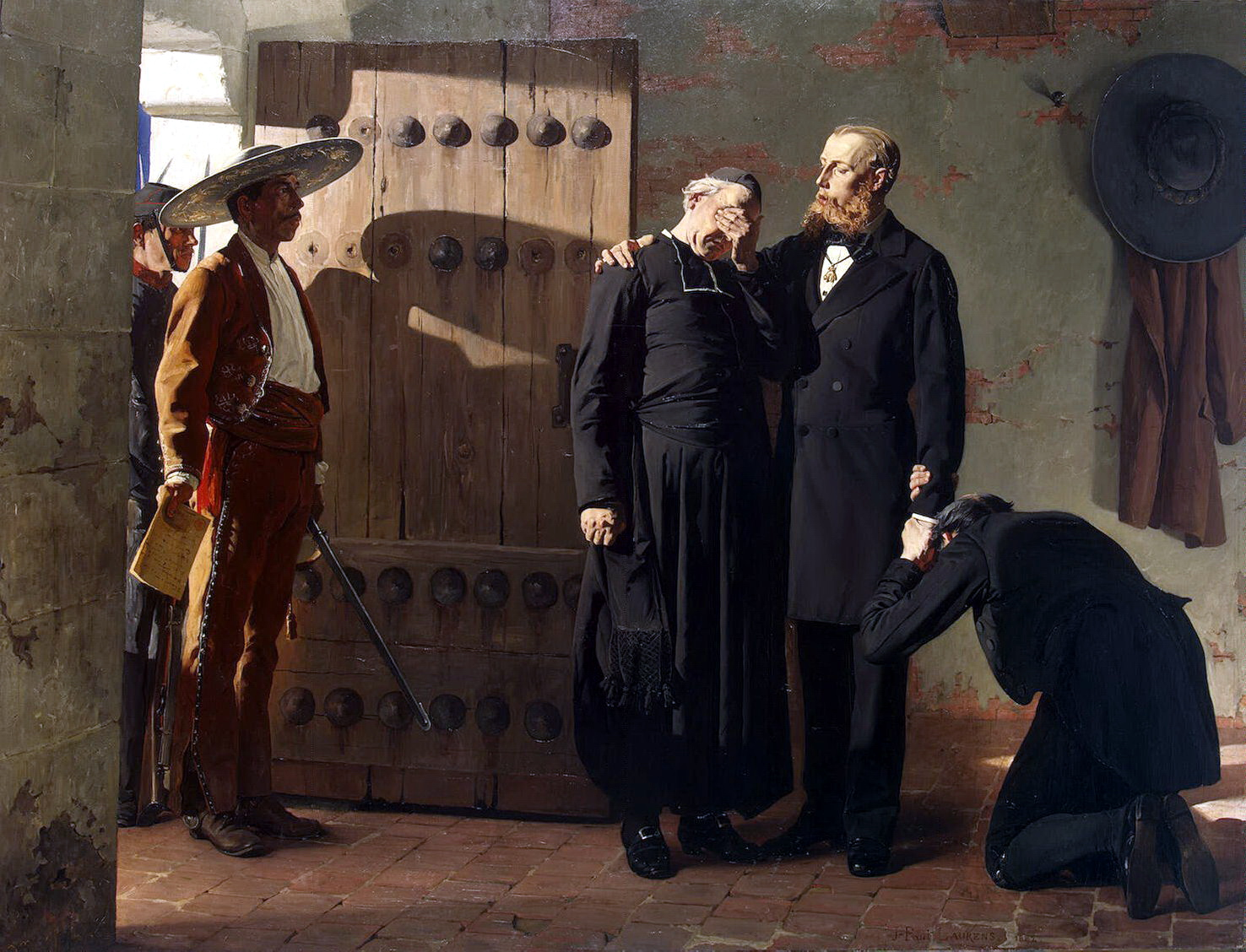
Жан-Поль Лоран «Последние моменты жизни Максимилиана»

После долгих колебаний относительно отречения и возвращения в Европу Максимилиан I созвал в январе 1867 года новую ассамблею нотаблей, которая 17 голосами из 33 высказалась за сохранение власти императора. До этого, 1 декабря 1866 года, он издал манифест, в котором пообещал созвать при участии всех партий национальный конгресс для решения вопроса о сохранении монархии.
5 февраля 1867 года французы оставили столицу Мексики, а к середине марта всю страну. Максимилиан, при котором оставалось 15—20 тыс. мексиканских солдат и небольшое количество европейских добровольцев, отступил в Керетаро, 15 мая этот город взяли республиканцы и пленили Максимилиана.
Император был предан военно-полевому суду и в соответствии с декретом от 25 января 1862 года приговорён к расстрелу. Множество коронованных особ Европы, а также другие известные личности (включая Виктора Гюго и Джузеппе Гарибальди) посылали письма и телеграммы в Мексику, выступая за сохранение жизни Максимилиана, но Хуарес отказался смягчить наказание. Он счёл необходимым показать, что Мексика не может терпеть какого бы то ни было вмешательства в свои внутренние дела со стороны других стран. 19 июня приговор был приведён в исполнение: император Максимилиан, генералы Мирамон и Мехиа как предатели своей родины были расстреляны на Холме Колоколов.
21 июня 1867 года республиканцы овладели Мехико, а 29 июня — Веракрусом, который был последним оплотом консерваторов. 15 июля Хуарес торжественно въехал в столицу.

## В кино
- «Хуарес» / Juarez — режиссёр Уильям Дитерле (США, 1939)
- «Веракрус» / Vera Cruz — режиссёр Роберт Олдрич (США, Мексика, 1954)
- «Сокровище ацтеков» / Der Schatz der Azteken — режиссёр Роберт Сьодмак (ГДР-Югославия, 1965)
- «Пирамида Сынов Солнца» / Die Pyramide des Sonnengottes — режиссёр Роберт Сьодмак (ГДР-Югославия, 1965)
- «Два мула для сестры Сары» / Two mules for sister Sara — режиссёр Дон Сигел (США-Мексика, 1970)
- «Охотники в прериях Мексики» / Präriejäger in Mexiko: Geierschnabel — режиссёр Ханц Кнецш (ГДР, 1988)
- «Пятое мая. Битва» / Cinco de mayo: La batalla — режиссёр Рафаэль Лара (Мексика-Испания, 2013)

## Комментарии
1. ↑  Название распространено в русской дореволюционной, советской и французской историографии.
2. ↑  Название распространено в мексиканской историографии.
3. ↑  В настоящее время день победы при Пуэбле отмечается как мексиканский национальный праздник — Пятое мая (исп. Cinco de mayo).